# سجن إيفين

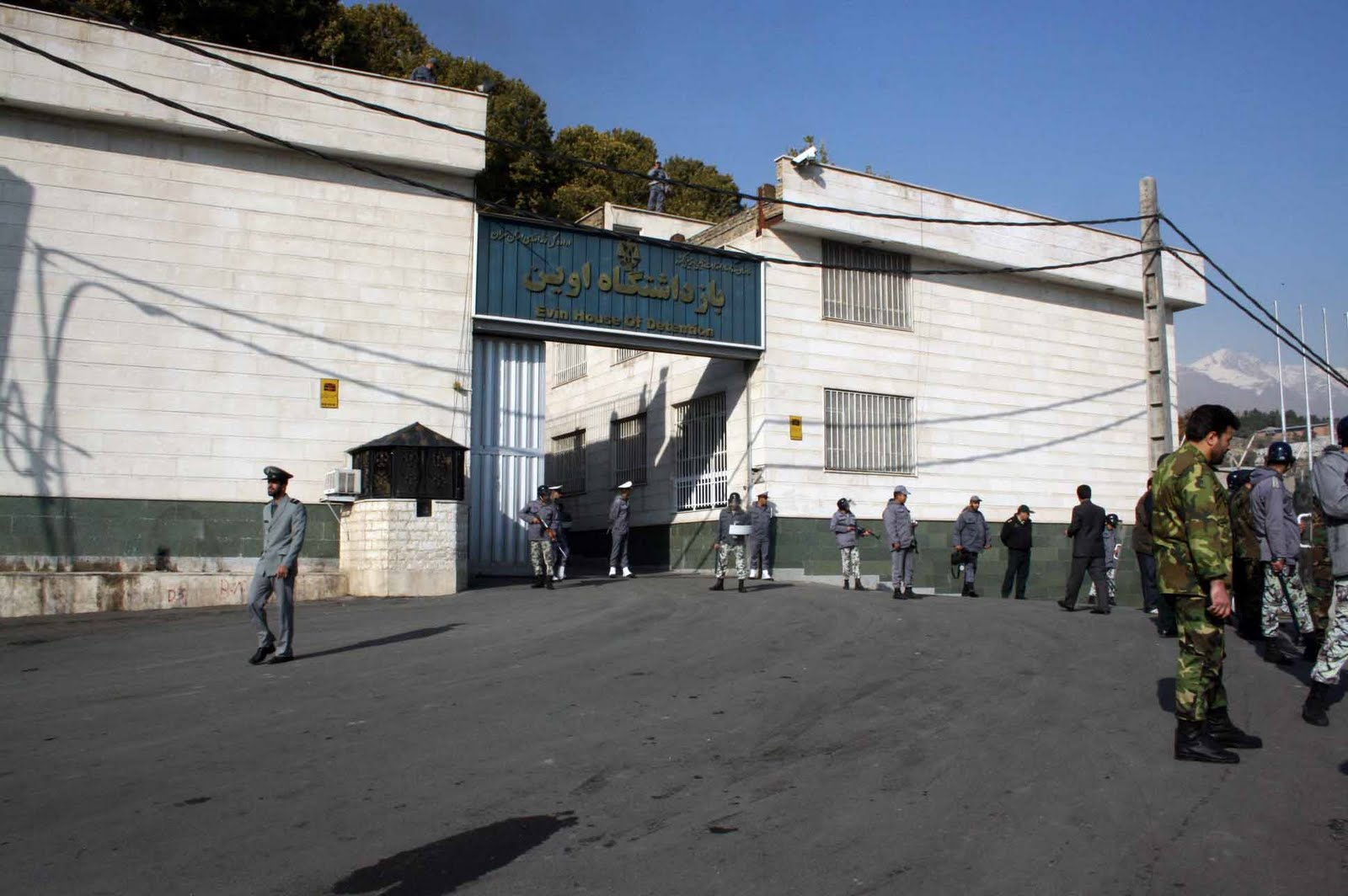
سجن إيفين

سجن إيفين (بالفارسية: زندان اِوین) هو سجن يقع في جمهورية إيران الإسلامية، في منطقة إيفين شمال غرب طهران. تأسس السجن في عام 1972، وأصبح سيئ السمعة بشكل خاص منذ الثورة الإسلامية، حيث أصبح أحد أشهر مرافق الاحتجاز في جمهورية إيران الإسلامية. يُعد السجن الموقع الرئيسي لاحتجاز السجناء السياسيين، الصحفيين، الأكاديميين، نشطاء حقوق الإنسان، حاملي الجنسيات المزدوجة، والمواطنين الأجانب الذين يُتهمون بالتجسس أو الدعاية. ونظراً لوجود عدد كبير من المثقفين الذين يحتويهم هذا السجن فقد أطلق علية اسم «جامعة إيفين».
أصبح السجن معروفًا دوليًا بسبب انتهاكاته المنهجية لحقوق الإنسان. وثقت العديد من التقارير أساليب التعذيب مثل الضرب، الصدمات الكهربائية، الإعدامات الوهمية، الحبس الانفرادي المطول، الاعترافات القسرية، حرمان من النوم، والتحرش الجنسي.
في السنوات الأخيرة، سلطت حالات مثل إساءة معاملة الباحثة المسجونة مهفاش سيدال الضوء على إنكار النظام للرعاية الطبية للسجينات السياسيات كوسيلة للعقاب. كما كشف حريق مميت في أكتوبر 2022 عن الظروف الفوضوية في السجن وفشل السلطات في حماية المعتقلين.
أصبح سجن إيفين رمزًا لجهاز القمع التابع للجمهورية الإسلامية، الذي يسكت المعارضة عبر الخوف والعنف والإرهاب النفسي. وغالبًا ما يُشبه بـ "سجن الباستيل الإيراني"، حيث يحتل مكانة خاصة في الخيال السياسي للكثير من الإيرانيين، مُجسدًا لحكم الجمهورية الإسلامية المطلق وعدم التسامح مع المعارضة. تم احتجاز الناس في سجن إيفين لأسباب تشمل المعارضة السياسية، النشاط، التجسس المزعوم، والمعتقدات الدينية، لا سيما تلك الخاصة بالأقليات الدينية مثل البهائيين والمسيحيين. تم احتجاز العديد من المواطنين الأجانب، بما في ذلك الصحفيين مثل الصحفية الإيطالية سيسيليا سالا، في إيفين، وغالبًا ما يُستخدمون كوسيلة ضغط في المفاوضات الدولية لإيران.
لقد تم إدانة سجن إيفين مرارًا وتكرارًا من قبل المنظمات الدولية بما في ذلك منظمة العفو الدولية، هيومن رايتس ووتش، المقرر الخاص للأمم المتحدة، ومجموعات حقوق الإنسان الإيرانية بسبب الفظائع التي تُرتكب داخل جدرانه.
في 23 يونيو 2025، استهدفت الغارات الجوية الإسرائيلية مدخل السجن، مما سمح للسجناء بالهرب؛ وأفادت التقارير أن مجموعات من عائلات السجناء السياسيين والسكان المحليين حاولوا الوصول إلى السجن.

## تاريخ السجن
شُيد السجن في عام 1972 في عهد الشاه محمد رضا بهلوي، ويقع عند سفوح جبال ألبرز. يقع هذا المكان في البيت السابق للسيد ضياء ‌الدين طباطبايي الذي خدم لفترة وجيزة في منصب رئيس الوزراء خلال 1920. تحتوي باحة السجن على ساحة مخصصة للإعدام وقاعة محكمة ثم قطاعات منفصلة للمجرمين العاديين والسجينات. شُغّل هذا السجن من قبل الأمن التابع للشاه وجهاز المخابرات السافاك. صُمِّمَ السجن منذ البداية ليحتوي على 320 سجين (20 في زنازين انفرادية، 300 في قطاعين جماعيين كبيرين) وتم توسعته في عام 1977 ليحتوي على أكثر من 1500 سجين (بما في ذلك 100 في زنازن انفرادية للسجناء السياسيين الأكثر أهمية).
في ظل الجمهورية الإسلامية، تمت توسعت السجن بشكل ملحوظ ليتسع 15000 سجين وذلك وفقاً للباحث إرفاند إبراهاميان. من الناحية النظرية، كان من المفترض أن يكون سجن إيفين مكاناً لأولئك الذين ينتظرون محاكماتهم، وبعد ذلك يتم نقل السجناء إلى سجن آخر مثل سجن قيزيل حصار أو سجن جوهردشت. لكن في الواقع أصبح إيفين كسجن منتظم بالنسبة للعديد من السجناء الذين انتظروا محاكماتهم لسنوات طويلة، وغالباً ما يقضي السجناء البارزين فترة عقوبتهم كاملة في هذا السجن. وقعت العديد من عمليات الإعدام داخل جدران هذا السجن. في اعقاب الثورة الإيرانية الإسلامية تم تعيين محمد كاشوي كمأمور للسجن. بعد اغتياله في يونيو حزيران عام 1981 تم تعيين أسد الله لاجوردي الذي شغل سابقاً منصب كبير ممثلي الإدعاء في طهران في هذا المنصب حتى عام 1985. في عام 1998 قامت منظمة مجاهدي خلق باغتيال لاجوردي لدوره في إعدام العديد من أتباع المنظمة في أحداث عام 1988.
يقع السجن في منطقة تجارية وسكنية تعرف باسم إيفين، بالقرب من منطقة سعادات أباد. تقع في المنطقة حديقة كبيرة مع مقهى شعبي شهير بالإضافة إلى مطعم يقعون جميعهم ملاصقين للسجن. يُعد التقاط الصور محظور في المنطقة القريبة من السجن.

## تسريبات إساءة معاملة المعتقلين
اخترق قراصنة معلوماتية يطلقون على أنفسهم تسمية «عدالة علي» كاميرات مراقبة السجن وتظهر المقاطع المسربة حراس السجن يضربون المعتقلين ويسيئون معاملتهم. وأقر رئيس مصلحة السجون الإيرانية محمد مهدي حاج حسيني، بارتكاب عناصر في أجهزته «ممارسات غير مقبولة». ووصفت منظمة هيومن رايتس ووتش المقاطع بأنها «أدلة لا يمكن إنكارها» وأنها «غيض من فيض».

## وصلات خارجية
- بي بي سي نيو خلال زيارة داخل أسوار السجن.
- موقع السجن في خرائط جوجل
- صور حصرية لسجن إيفين نسخة محفوظة 24 يونيو 2017 على موقع واي باك مشين.